# Entre dos tierras (сингл)
Entre dos tierras (с исп. «Между двумя мирами») — сингл-кавер немецкого певца Тилля Линдеманна на песню Entre dos tierras испанской рок-группы Héroes del Silencio.

## Выход сингла
В январе 2022 испанская газета Heraldo de Aragón сообщила, что Rammstein записали свою версию песни Entre dos tierras. В апреле того же года в общий доступ попала запись песни в плохом качестве, длившаяся 5:08, в которую были включены также третий куплет оригинала и расширенный припев ближе к коде, что соответствует структуре оригинальной песни, и что впоследствии было удалено из официальной версии.
Позже, при помощи GEMA удалось выяснить, что кавер принадлежит сольному проекту Тилля.
25 декабря 2023 сингл был размещён на медиаплощадках.

## Клип
Клип на песню был выпущен 12 января 2024 года. Съёмки проходили в ноябре 2020 года в Канкуне и Пунта-Лагуна, Мексика. Режиссёром выступил Хуан Бонилья, длительность видео составляет 4:01.
Редактированием занимался Сергей Грей, ранее снявший для сольного проекта Тилля Линдеманна такие клипы, как Ich hasse Kinder и NSL (нем. Nass/Schweiss/Lecker).

## Живое исполнение
С момента выхода сингла в открытый доступ, он исполнялся в ходе тура Тилля Tour 2023 и 2024 годов..